# Hormeza radiacyjna

Wykres przykładowej hormetycznej odpowiedzi na dawkę promieniowania jonizującego

Hormeza radiacyjna – postulowany korzystny wpływ małych dawek promieniowania jonizującego na żywe organizmy, polegający m.in. na zmniejszeniu prawdopodobieństwa zachorowania na nowotwory złośliwe i inne choroby o podłożu genetycznym oraz stymulacji wzrostu oraz procesów naprawczych w komórkach.
Poprawność modelu hormezy radiacyjnej została wykazana w wielu doświadczeniach, także na badaniach populacji ludzkiej zamieszkałej w rejonach o podwyższonym tle naturalnym (na Białorusi i Ukrainie), narażonej na opad radioaktywny po katastrofie czarnobylskiej, jednak przyjmuje się, iż dowody te są niewystarczające do uznania tej hipotezy za poprawną, ze względu na obiektywne trudności mierzenia biologicznych efektów powodowanych przez małe dawki promieniowania jonizującego, zwłaszcza w otwartym niekontrolowanym środowisku.
Wyróżniane są następujące mechanizmy wchodzące w skład hormezy radiacyjnej:
- pobudzenie podziałów komórkowych,
- autofagia,
- odpowiedź radioadaptacyjna.

## Pobudzenie podziałów komórkowych
W zadanej populacji komórek można wyróżnić dwa ich podstawowe typy – komórki w fazie stacjonarnej (G0) oraz komórki w cyklu mitotycznym. Aby przejść z fazy G0 do fazy G1 (rozpoczęcie cyklu podziału) komórka musi być poddana odpowiednim bodźcom (obecność czynników wzrostowych, tj. specyficznych białek charakterystycznych dla danego typu komórki). Białka te przyłączają się do odpowiednich receptorów czynnika wzrostu na powierzchni komórki, aktywując zmiany w ekspresji genów prowadzące do rozpoczęcia podziałów mitotycznych.
Receptory czynników wzrostu pod wpływem fosfatazy tyrozynowej ulegają defosforylacji (dezaktywacji), co blokuje przejście komórki ze stanu stacjonarnego G0 do stanu G1. Fosfatazy to enzymy charakteryzujące się posiadaniem reszt cysteinowych, które będąc bardzo wrażliwe na utlenienie, łatwo reagują z reaktywnymi formami tlenu (ROS), co powoduje dezaktywację enzymu. ROS, których zwiększone stężenie jest skorelowane m.in. z poddaniem komórki działaniu małej dawki promieniowania, są inhibitorami defosforylacji receptorów czynnika wzrostu w komórkach. Powodują one przesunięcie stanu równowagi w kierunku ufosforylowanych (aktywnych) receptorów czynnika wzrostu, co pozwala czynnikom wzrostu na przyłączanie się do receptorów.
Zmiana ekspresji genów wywołana czynnikami wzrostu prowadzi także do syntezy enzymów antyoksydacyjnych – dzięki temu zmniejsza się stężenie reaktywnych form tlenu (ROS) i przywraca początkowy stan równowagi, zwykle po około 3 cyklach mitozy.

## Autofagia
Proces adaptacji do różnych warunków stresowych (m.in. stresu oksydacyjnego wywołanym zwiększonym stężeniem ROS) polega ona na otoczeniu makrocząsteczek czy uszkodzonych organelli komórkowych błoną (wytworzenie pęcherzyka), który następnie ulega połączeniu z lizosomem, w którym następuje rozkład zawartości pęcherzyka. Proces ten jest dosyć złożony, oraz jeszcze nie do końca opisany, dlatego trudno dokładnie stwierdzić jak duży wpływ może on mieć na zjawisko hormezy. Potwierdzono, że przyspieszona autofagia jest czynnikiem zmniejszającym prawdopodobieństwo wystąpienia choroby nowotworowej, natomiast jest ona działaniem niepożądanym, o ile doszło już do zachorowania – w takim wypadku powoduje ona szybszy rozrost patologicznej tkanki.

## Odpowiedź radioadaptacyjna
Odpowiedź adaptacyjna komórki to zwiększenie odporności na dużą dawkę danego czynnika po uprzednim zaaplikowaniu małej dawki, bądź dawek tego czynnika. Badania na limfocytach ludzkich wskazywały na zmniejszoną ilość powstających patologii (mutacji, mikrojąder) w wyniku napromieniowania dużą dawką promieniowania jonizującego (1,5 Gy) po uprzednim napromieniowaniu badanych próbek dawką wynoszącą 1 cGy.